# 卡斯皮市鎮

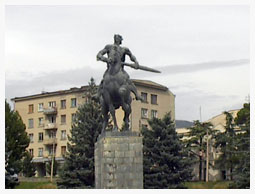

41°55′00″N 44°25′00″E / 41.9167°N 44.4167°E
卡斯皮市鎮，是格魯吉亚内卡尔特利大区的市镇，行政中心为卡斯皮。市镇面積为802平方公里，2014年人口数量为43,771人，人口密度每平方公里55人。